# باجوال
باجوال (بالأردوية: بھگوال)‏ هي قرية ومجلس اتحادي في منطقة كهاريان تيسيل التابعة لمنطقة غوجارات، في مقاطعة البنجاب في باكستان. المسافة من باجوال إلى العاصمة الباكستانية إسلام أباد حوالي 131 كيلومتر (81 ميل).

## الجغرافيا
تقع باجوال عند خط العرض 32.8214 وخط الطول 73.9554 بارتفاع 282 مترًا. ويتجه الطريق السريع M-12 (لا يزال قيد الإنشاء) بالقرب من قرية باجوال، حيثُ تقع نقطة النهاية للطريق السريع جنوبًا إلى دهام وشرقًا إلى باجوال، ويتصل الطريق الرابط من هذه النقطة عند "المدثر جوك" المعروف باسم (بسم الله أكثر).
يوجد بالقرية 6 مساجد، مسجد جامع المقرازي الرئيسي، ومؤسسة مسجد جولزار المدينة والذي يقع في وسط القرية. القرى المجاورة هي جوليانا، وجولرا هاشم، وجانتله، وشوريان، ودهم دهل لاماي تشاك بختاور وجند شريف.

## تعليم
توجد 4 مدارس حكومية ومدرستين خاصتين في:
- مدرسة الثانوية الحكومية (بنين)
- المدرسة الابتدائية الحكومية (بنين)

- مدرسة الابتدائية الحكومية بنات

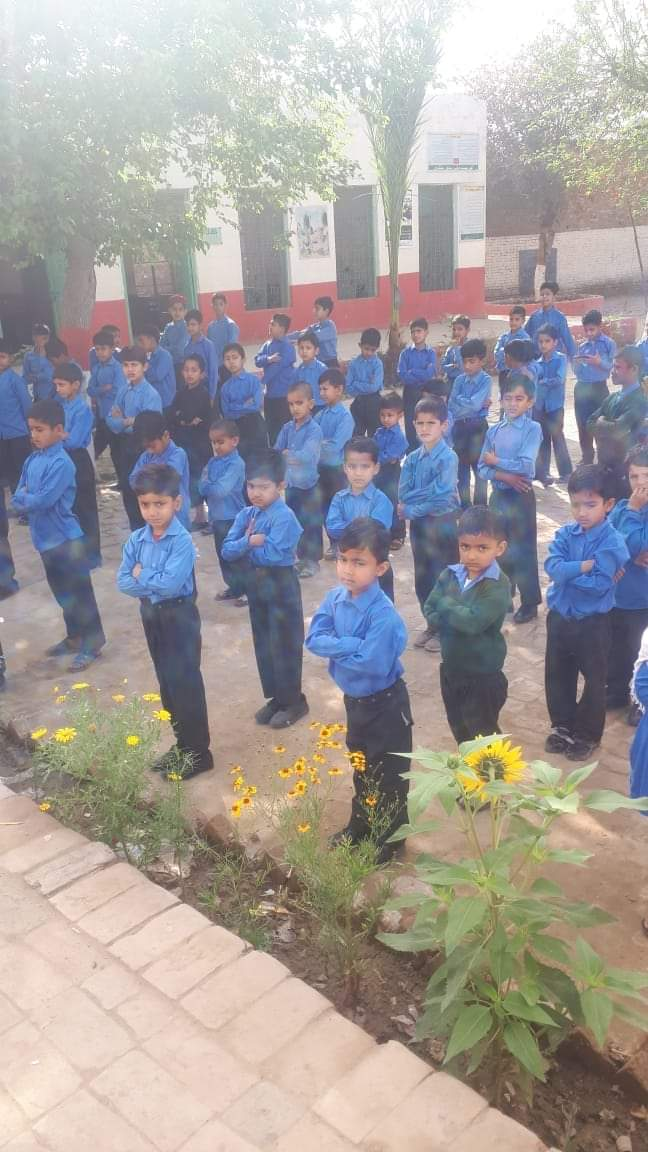
مدرسة باجوال الابتدائية الحكومية

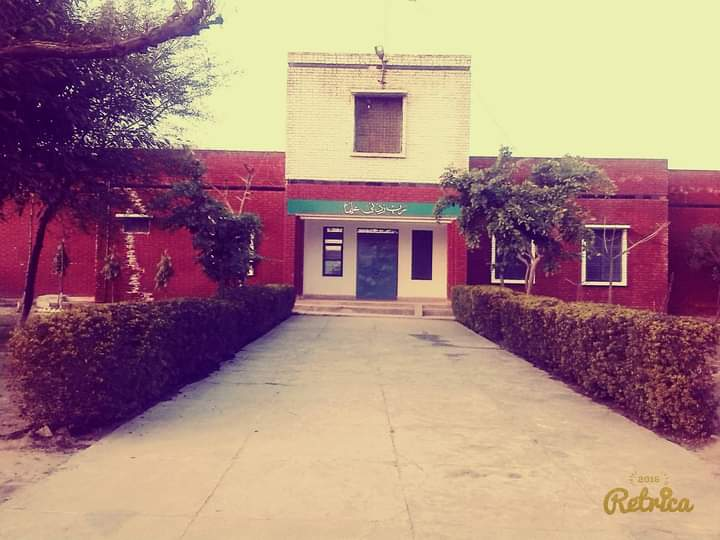
المدرسة الثانوية الحكومية للبنات باجوال

- مدرسة بهاجوال الابتدائية الحكومية (بنات)
- مدرستان خاصتان

## اللغة
يتحدث 96% من سكان القرية اللغة البنجابية وهي اللغة الرسميّة في القرية، بينما يتحدث اللغة الأردية كلغة ثانية في المنطقة، ويتحدث اللغة الإنجليزية النخبة المتعلمة.

## الزراعة
يمتلك معظم سكان باجوال أعمالًا زراعية والتي تمثل العمود الفقري للاقتصاد.

### المحاصيل الرئيسية

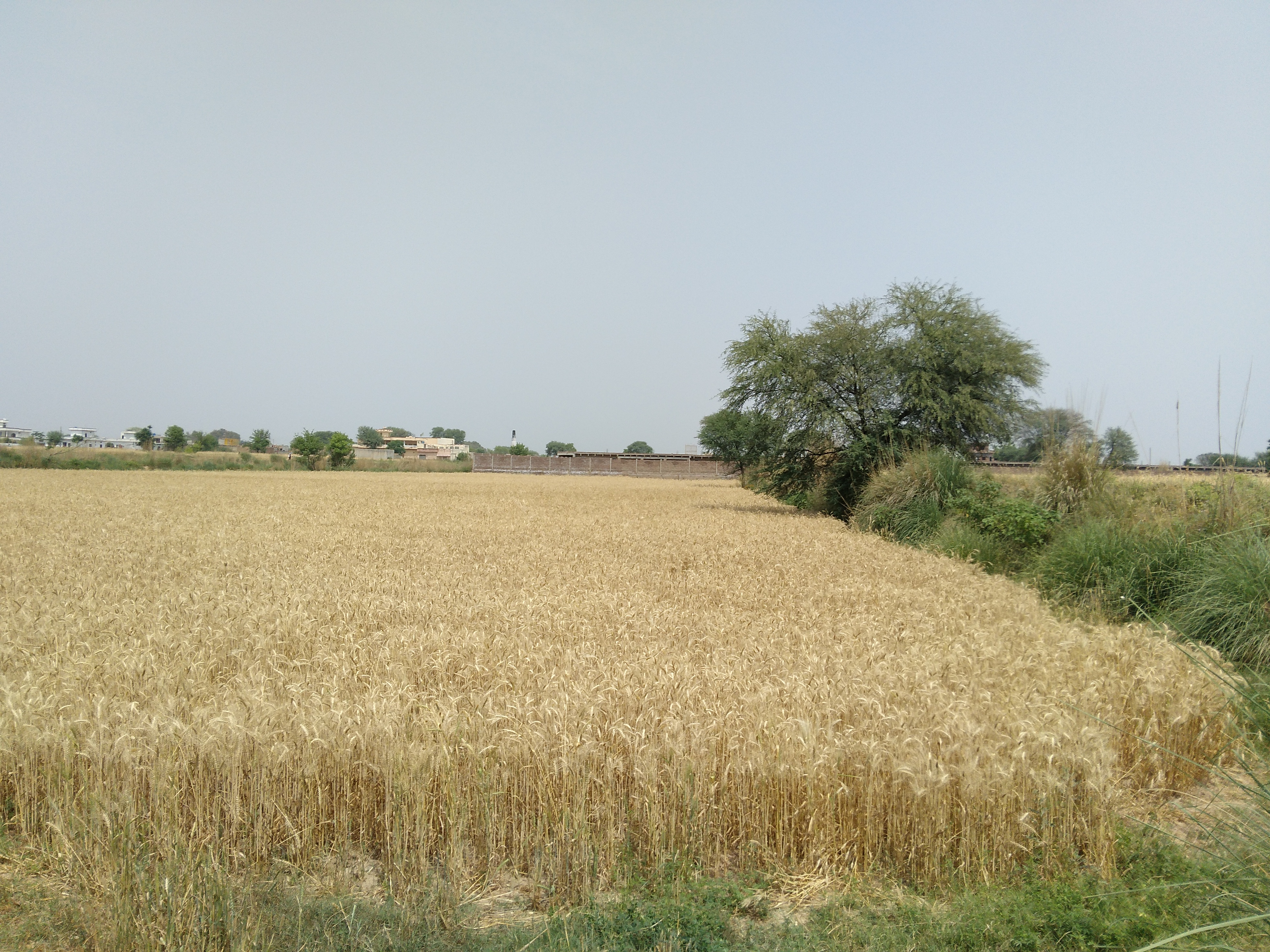
حقل قمح باجوال

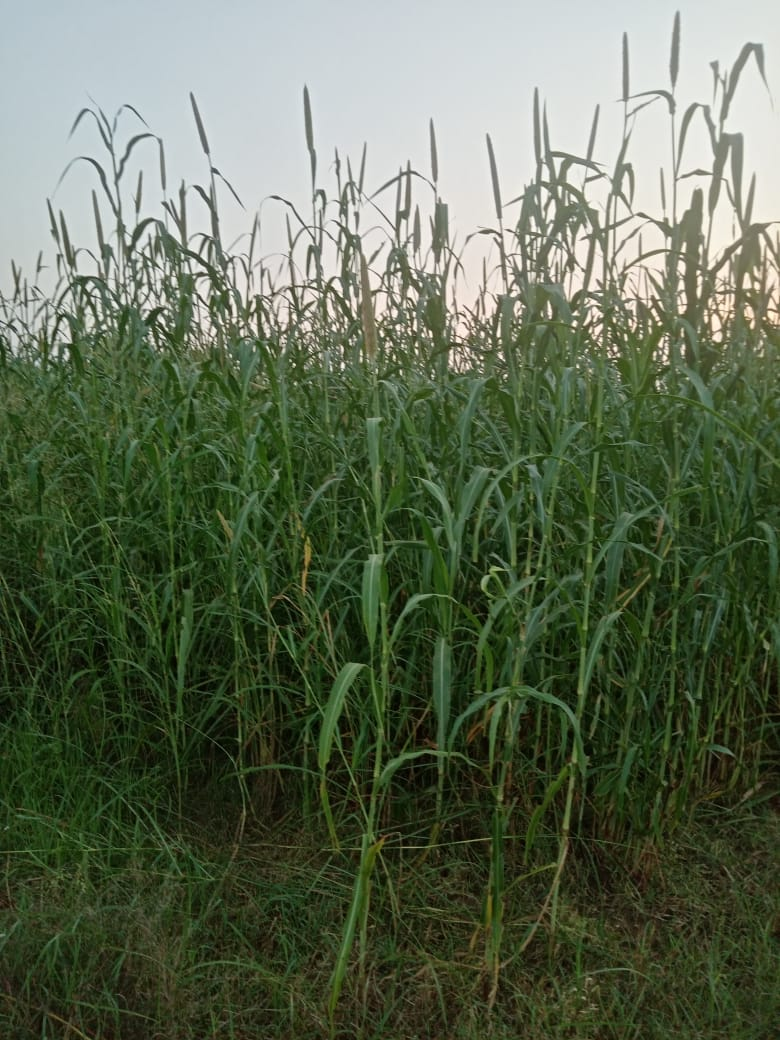
الدخن اللؤلؤي (باجرہ)

- قمح

- الدخن اللؤلؤي

- حبوب ذرة
- أرز
- قصب السكر
- خضروات

## الباكستانيين في الخارج
هاجر العديد من سكان باجوال إلى دول أجنبية للعمل. ويستوطن معظمهم الدول الأوروبية والولايات المتحدة والمملكة المتحدة، وكذلك في دول الخليج. أطلقت الحكومة الباكستانية جمعية الرعاية الاجتماعية في عام 2016، وهي منظمة تقدم الخدمات الصحية الأساسية ومشروع المياه النظيفة في القرية والمناطق المحيطة بها. في إطار هذه المنظمة المسجلة، عيادة الخدمة وخدمة الإسعاف مجانية للأشخاص المحتاجين. حتى الآن تم الانتهاء من تركيب العديد من محطات تنقية المياه داخل القرى المحيطة بها، كل هذا ممكن بفضل التبرعات السخية من الشتات حول العالم وفي جميع أنحاء باكستان تدعم المنظمة ماليا.

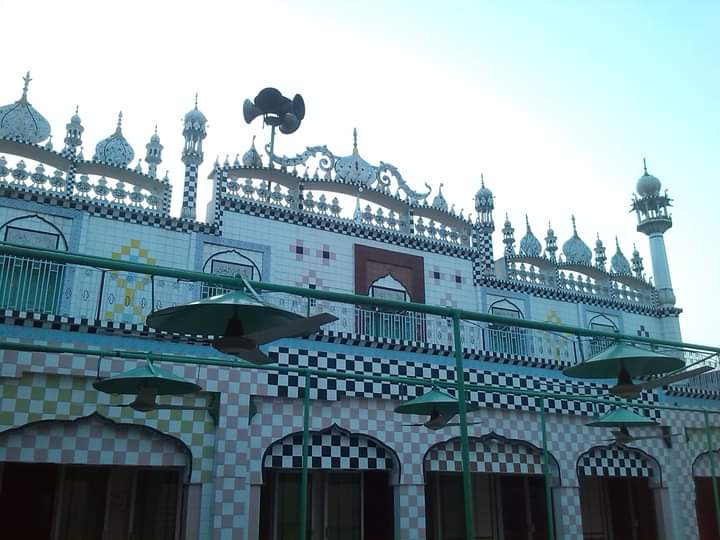
مسجد جامع جولزار المدينة المنورة بهاجوال

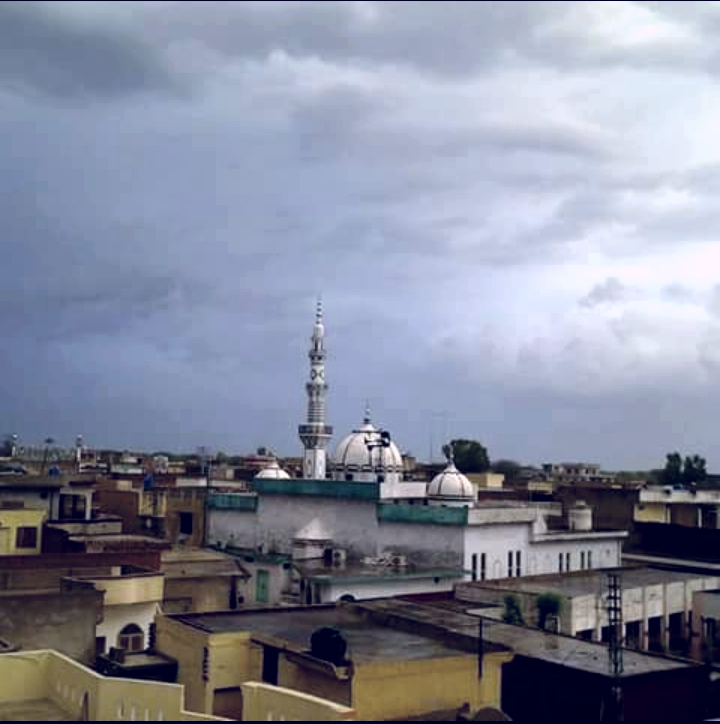
مسجد محمدي غوثی دکھن والی بھگوال

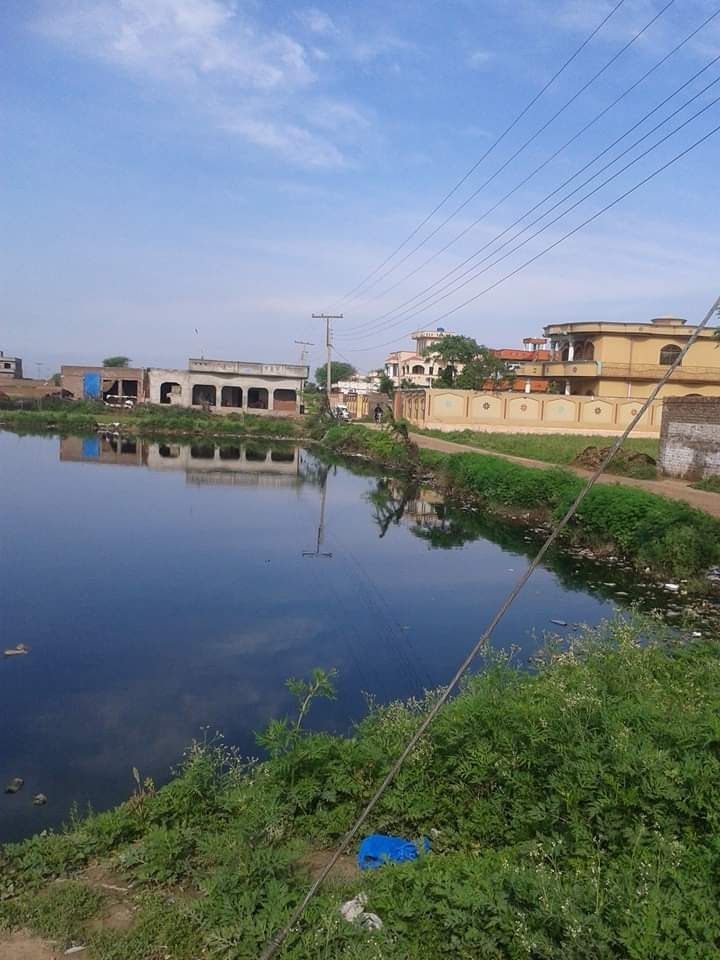
تشابار ستوب بهاجوال الشارع الرئيسي 01